# Lehava
Lehava (Hebraico: למניעת התבוללות בארץ הקודש‎ LeMeniat Hitbolelut B'eretz HaKodesh; "Prevenção da Assimilação na Terra Sagrada") é uma organização política judia de extrema-direita baseada em Israel, que se declara contrária à assimilação judaica e se opõe à qualquer relação pessoal e comercial entre judeus e não judeus. Esse grupo se opõe a presença cristã em Israel. O grupo foca-se em uma política anti-miscigenação, denunciando casamentos entre mulheres judias e homens não judeus, particularmente Árabes. O grupo têm sido criticado pelo Presidente de Israel, Reuven Rivlin, como sendo "roedores roendo sob o fundamento democrático e judeu compartilhado de Israel."
Em janeiro de 2015 o Jerusalem post reportou que o ministro da Defesa Moshe Ya'alon poderia estar se preparando para categorizar o Lehava como uma organização. Ya'alon disse que ordenou o Shin Bet e o ministério da defesa montar provas necessárias para a classificação. Três membros do Lehava foram presos e indicados em 2014 por cometer incêndios e pichações anti-Árabes no centro bilíngue Mão a Mão:Centro para Educação Árabe-judaica em Israel em Jerusalém, e o líder do Lehava, Ben Zion Gopstein, junto com outros membros foi preso pouco depois do incidente. O incidente chamou a atenção internacional. Repórteres da Reuters dizem que a ação contra o Lehava apenas aconteceu devido a meses de protestos dos "esquerdistas israelenses e de comentadores da mídia." Em resposta, Gopstein fez uma critica dura a Ya'alon: "Sugiro que (Ya'alom) devia ilegalizar o movimento islâmico e depois preocupar-se com um grupo anti-assimilação. ... Em vez de cuidar de um inimigo de Israel, o ministro da Defesa está tentando conquistar os votos da Esquerda, punindo o Lehava. O grupo age para salvar as filhas de Israel mulheres judias e merece o Prêmio Israel."